# Iglesia del Santo Rosario (Bangkok)
La Iglesia del Santo Rosario (en tailandés: วัดแม่พระลูกประคำ) también conocida como Kalawar (กาลหว่าร์, del portugués: Calvario), es una iglesia católica en Bangkok la capital del país asiático de Tailandia. Se encuentra en el distrito de Samphanthawong, en la orilla oriental del río Chao Phraya. La historia de la iglesia data de 1769, cuando un grupo de católicos portugueses se reasentaron en la zona después de la caída de Ayutthaya; el edificio actual de la iglesia, de estilo neogótico, fue construida entre 1891 y 1897 en el sitio donde se ubicaron dos estructuras anteriores.

## Historia
Cuando el rey Taksin estableció Thonburi como su capital tras la caída de Ayutthaya en 1767, las comunidades portuguesas de Ayutthaya se reasentaron en dos áreas de la actual Bangkok. Algunos siguieron el liderazgo del padre Jacques Corre y se establecieron en la orilla occidental del río Chao Phraya en el área ahora conocida como Kudi Chin, donde pronto se estableció la Iglesia de Santa Cruz . Otra facción, que se había negado a aceptar la autoridad de la Misión francesa, se instaló en la orilla oriental en un área ahora conocida como Talat Noi dentro del distrito de Samphanthawong . Este último trajo consigo dos imágenes sagradas: una de Nuestra Señora del Rosario, y el otro del Cadáver de Cristo. Pero sin sacerdotes residentes, no tuvieron más remedio que adorar en Santa Cruz.
Una iglesia se construyó por primera vez en el sitio en 1787. Era una estructura de madera sobre pilotes. Los residentes, sin embargo, todavía tenían que depender de sacerdotes franceses, a quienes aceptaron gradualmente. En 1822, la iglesia finalmente estableció la comunión con la Santa Sede, bajo la autoridad del obispo Esprit-Marie-Joseph Florens , el vicario apostólico de Siam. Para entonces, la comunidad portuguesa se estaba dispersando gradualmente y los inmigrantes chinos pronto se convirtieron en los principales asistentes de la iglesia.
En 1838, se construyó un nuevo edificio de la iglesia, de madera sobre una base de mampostería, para reemplazar la antigua estructura dañada. Se consagró el 1 de octubre de 1839 y se dedicó formalmente a Nuestra Señora del Rosario. Para 1890, la estructura se había deteriorado y el párroco, el padre Desalles, dispuso la construcción de un nuevo edificio. La construcción tuvo lugar entre 1891 y 1897; la nueva iglesia fue consagrada en octubre de 1897 y permanece en funcionamiento.

## Arquitectura
La iglesia actual fue construida en estilo neogótico . Sigue una planta cruciforme, con la fachada principal hacia el río. El campanario, con su aguja en forma de cruz, está construido en el centro de la fachada, detrás de un frontón gótico. La iglesia emplea puertas y ventanas con arcos góticos en todas partes, y sus vidrieras se encuentran entre las más hermosas de Tailandia.
La iglesia es un monumento antiguo no registrado y recibió el Premio de Conservación Arquitectónica de la Asociación de Arquitectos Siameses en 1987.